# 址坊镇
址坊镇，是中华人民共和国河南省周口市西华县下辖的一个乡镇级行政单位。

## 行政区划
址坊镇下辖以下地区：
址坊村、后刘村、东赵村、西赵村、缑家村、陈村、李庄村、后闫村、南陀村、蔡庄村、程湾村、邵庄村、湾张村、叶桥村、南流村、许家村、朱家村、吴店村、马芦村、诸葛村和丁庄村。